# Heniochus pleurotaenia
Heniochus pleurotaenia är en fiskart som beskrevs av Ahl 1923. Heniochus pleurotaenia ingår i släktet Heniochus och familjen Chaetodontidae. IUCN kategoriserar arten globalt som livskraftig. Inga underarter finns listade i Catalogue of Life.